# Luna (deutsche Sängerin)

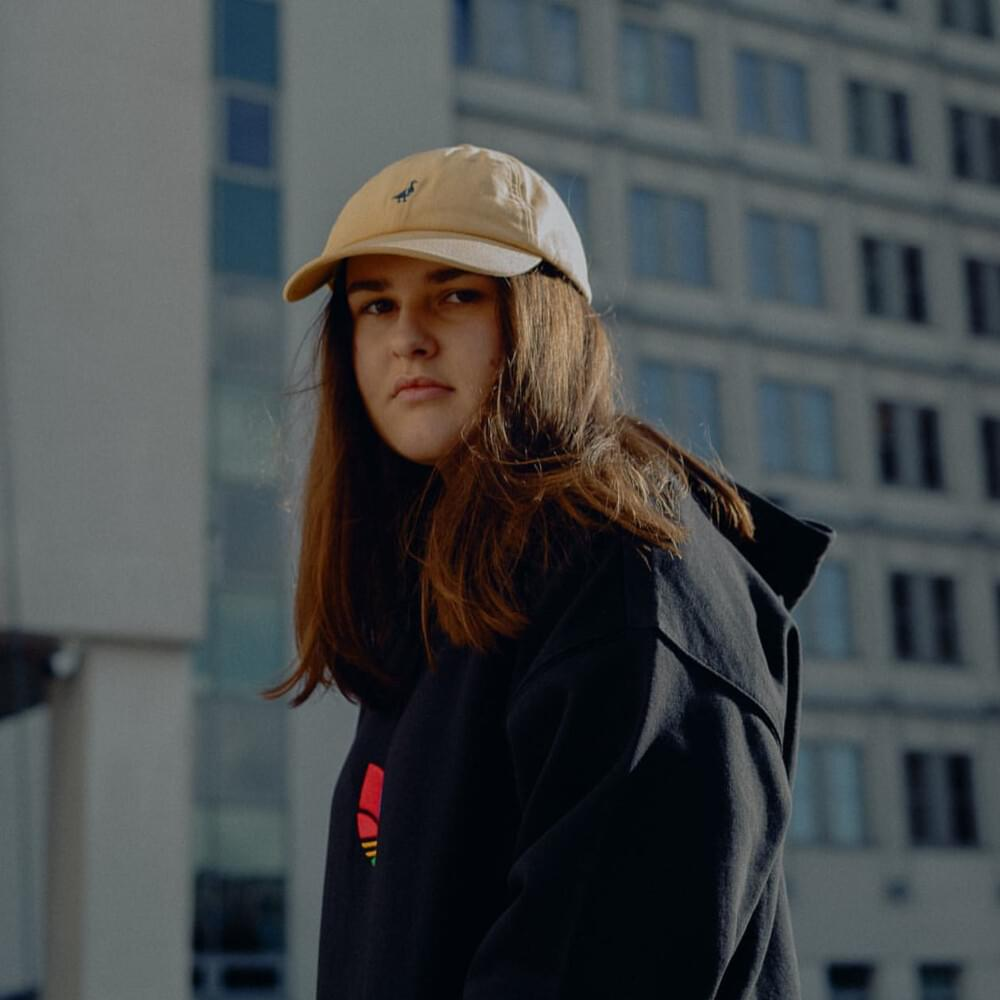
Luna (2020)

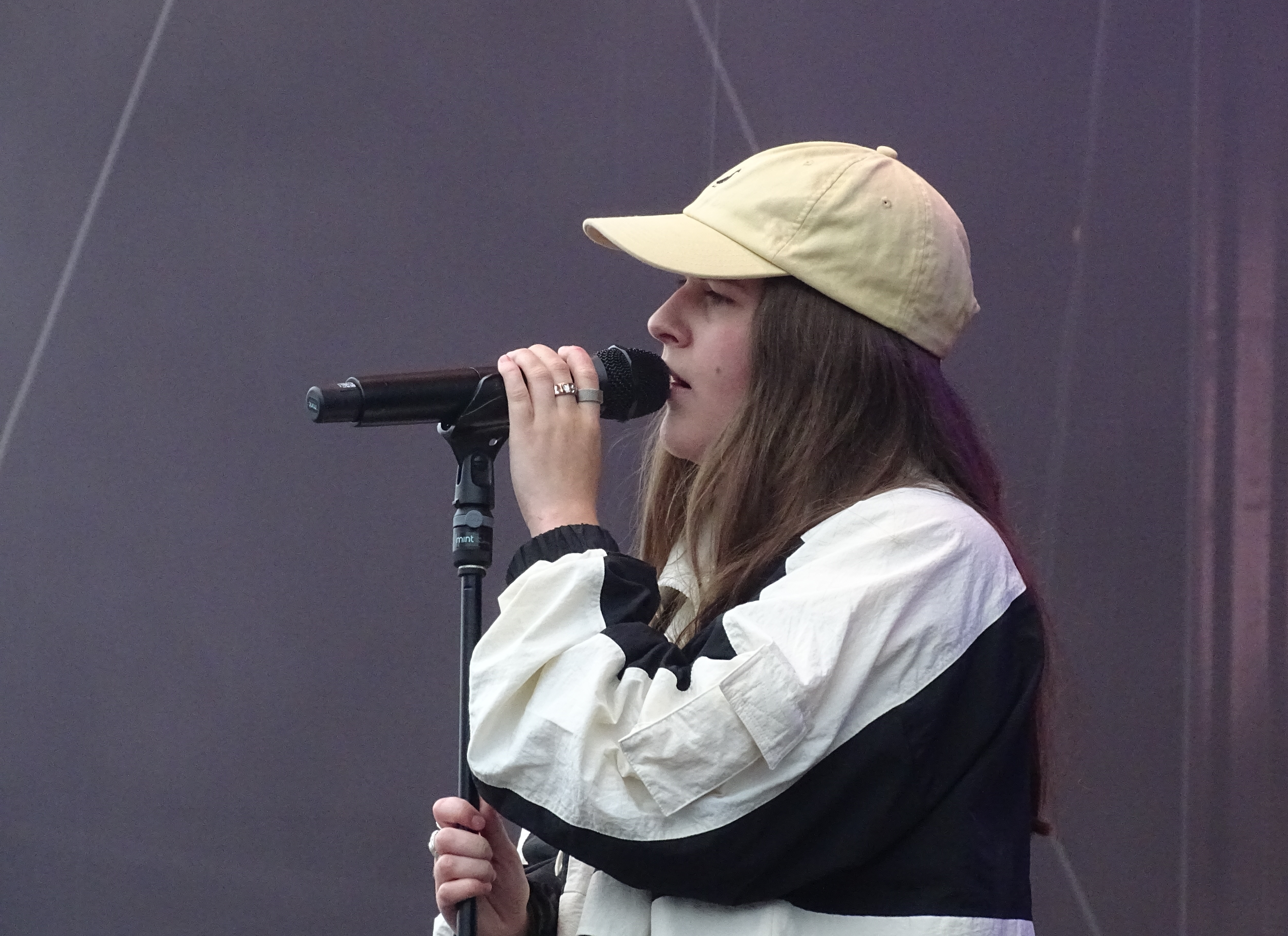
Luna (2022)

Luna (* 2. Dezember 2002 in Vilshofen an der Donau; bürgerlich Alina Striedl; Eigenschreibweise: LUNA) ist eine deutsche Sängerin.

## Biografie
Im Alter von zehn Jahren erhielt Luna Klavierunterricht und begann sich für Hip-Hop zu interessieren. Davon inspiriert unterlegte Luna vorwiegend am Klavier entstandene Kompositionen mit Beats und veröffentlichte erste eigene Songs über verschiedene Musik-Streaming-Dienste. Für den Namen Luna entschied sie sich aufgrund dessen, dass Luna für eine römische Mondgöttin steht und sie sich als Nachtmensch identifiziert. Außer Klavier spielt sie auch Gitarre und hat sich ein kleines Tonstudio eingerichtet. Ihr Abitur absolvierte sie 2021 am musischen Auersperg-Gymnasium Passau Freudenhain.
2018 nahm sie das erste Mal am Wettbewerb Dein Song für eine Welt des Bundesministeriums für wirtschaftliche Zusammenarbeit und Entwicklung teil. Ihr Song Alle gleich zusammen mit Mika kam unter die ersten 20 und wurde auf dem Album zum Wettbewerb veröffentlicht. Darauf folgend präsentierte Luna zum offiziellen Abschluss des Wettbewerbes am 21. Juni beim Eine-Welt-Festival im Berliner Admiralspalast ihren Song.
2019 veröffentlichte die Nachwuchsmusikerin über die Vertriebsplattform Spinnup ihre erste eigene Single Viel leichter.
Im Jahr 2020 nahm sie erneut an Dein Song für eine Welt teil. Ihr Song Mutter Erde erreichte Platz drei des Wettbewerbs und wurde somit ebenfalls auf dem Eine Welt Album veröffentlicht.
Als sie auf der Videoplattform TikTok eine 50-sekündige Piano-Version von ihrem Song Verlierer veröffentlichte, wurden Musiker wie Nico Santos, Fynn Kliemann, Julien Bam, Die Lochis und Lea auf das Video und den Song von Luna aufmerksam. Im Anschluss wurde Luna von der Musikerin Lea bei ihrem Label unter Vertrag genommen. Nach dem Plattenvertrag mit dem Musiklabel Four Music/Treppenhaus beendete sie ihren Song und veröffentlichte ihn offiziell am 27. November 2020.
Im Januar 2021 wirkte Luna bei der Akustikversion des Nummer-eins-Hits Highway von Katja Krasavice und Elif mit. Gleichfalls wurde ihr Song Verlierer zum Nickelodeon Kids’ Choice Award in der Kategorie Lieblings-Ohrwurm: Deutschland, Österreich, Schweiz nominiert. Es folgten Interviews und Auftritte bei World Wide Wohnzimmer, Diffus, DigsterPop und Jam FM. Der Bayerische Rundfunk strahlte am 30. April eine 30-Minütige Dokumentation über sie aus. Am 16. Juli 2021 erschien ihre neue Single blau. Die Single handelt von ihrem eigenen Coming Out. Es ist gleichzeitig ein universelles Statement über den Mut, zu sich zu stehen. Im September gewann sie gemeinsam mit Leony den New Music Award der ARD. Ebenfalls stand sie im September 2021 bei der Klimademo Fridays for Future vor 50.000 Demonstranten auf der Bühne in Berlin am Bundestag. Im November veröffentlichte sie mit Lea ihre gemeinsame erste Single Küsse wie Gift.
2022 veröffentlichte sie ein gemeinsames Lied mit Dikka (Glücklich).
Anfang August 2023 wurde der Song Neonlights mit Katja Krasavice veröffentlicht.

## Diskografie
Studioalben

| Jahr | Titel Musiklabel                | Höchstplatzierung, Gesamtwochen, AuszeichnungChartplatzierungen (Jahr, Titel, Musiklabel, Platzierungen, Wochen, Auszeichnungen, Anmerkungen) | Höchstplatzierung, Gesamtwochen, AuszeichnungChartplatzierungen (Jahr, Titel, Musiklabel, Platzierungen, Wochen, Auszeichnungen, Anmerkungen) | Höchstplatzierung, Gesamtwochen, AuszeichnungChartplatzierungen (Jahr, Titel, Musiklabel, Platzierungen, Wochen, Auszeichnungen, Anmerkungen) | Anmerkungen                        |
| Jahr | Titel Musiklabel                | DE | AT | CH | Anmerkungen                        |
| ---- | ------------------------------- | --- | --- | --- | ---------------------------------- |
| 2024 | 25/8 Treppenhaus Records (Sony) | DE22 (1 Wo.)DE | — | — | Erstveröffentlichung: 24. Mai 2024 |

## Auszeichnungen und Nominierungen
Erhaltene Auszeichnungen
- 2021: New Music Award – Kategorie Durchstarter des Jahres[24]
- 2021: 1LIVE Krone – Kategorie Bester Newcomer Act[25]
- 2023: Deutscher Musikautorenpreis – Kategorie Nachwuchspreis (Sparte U)[26]

Nominierungen
- 2021: Nickelodeon Kids’ Choice Award – Kategorie Lieblings-Ohrwurm (Deutschland, Österreich, Schweiz)[27]